# Latouille-Lentillac
Pour les articles homonymes, voir Lentillac.
Latouille-Lentillac est une commune française située dans le nord-est du département du Lot, en région Occitanie.
Elle est également dans le Ségala lotois, une région naturelle constituant la frange occidentale de la Châtaigneraie cantalienne.
Exposée à un climat océanique altéré, elle est drainée par la Bave, le Cayla, le Tolerme, le ruisseau de la Buste et par divers autres petits cours d'eau. Incluse dans le bassin de la Dordogne, la commune possède un patrimoine naturel remarquable composé de trois zones naturelles d'intérêt écologique, faunistique et floristique.
Latouille-Lentillac est une commune rurale qui compte 246 habitants en 2022, après avoir connu un pic de population de 1 352 habitants en 1856. Elle fait partie de l'aire d'attraction de Biars-sur-Cère - Saint-Céré. Ses habitants sont appelés les Latillacois ou Latillacoises.

## Géographie
Commune située dans le Quercy à la confluence de plusieurs rivières (la Bave, l'Embiargues, le Tolerme et le Cayla). Sur le plateau du Ségala lotois : roche métamorphique acide sur laquelle poussent bien le seigle, le sarrasin, les châtaigniers (cultivés depuis le XVIIIe siècle), les forêts de hêtres et bouleaux...

### Communes limitrophes
Les communes limitrophes sont  Frayssinhes, Gorses, Ladirat, Saint-Paul-de-Vern et Sousceyrac-en-Quercy.
| Frayssinhes        |                     | Sousceyrac-en-Quercy |
| Saint-Paul-de-Vern | Latouille-Lentillac |                      |
|                    | Ladirat             | Gorses               |

### Climat
Pour des articles plus généraux, voir Climat de l'Occitanie et Climat du Lot.
En 2010, le climat de la commune est de type climat océanique altéré, selon une étude s'appuyant sur une série de données couvrant la période 1971-2000. En 2020, Météo-France publie une typologie des climats de la France métropolitaine dans laquelle la commune est exposée à un climat de montagne ou de marges de montagne et est dans la région climatique Ouest et nord-ouest du Massif Central, caractérisée par une pluviométrie annuelle de 900 à 1 500 mm, maximale en automne et en hiver.
Pour la période 1971-2000, la température annuelle moyenne est de 12,8 °C, avec une amplitude thermique annuelle de 16,2 °C. Le cumul annuel moyen de précipitations est de 1 093 mm, avec 11,8 jours de précipitations en janvier et 6,9 jours en juillet. Pour la période 1991-2020, la température moyenne annuelle observée sur la station météorologique la plus proche, située sur la commune de Sousceyrac-en-Quercy à 6,04 km à vol d'oiseau, est de 11,6 °C et le cumul annuel moyen de précipitations est de 1 299,2 mm,. Pour l'avenir, les paramètres climatiques de la commune estimés pour 2050 selon différents scénarios d’émission de gaz à effet de serre sont consultables sur un site dédié publié par Météo-France en novembre 2022.

### Milieux naturels et biodiversité

#### Espaces protégés
La protection réglementaire est le mode d’intervention le plus fort pour préserver des espaces naturels remarquables et leur biodiversité associée,.
La commune fait partie de la zone de transition du bassin de la Dordogne, un territoire d'une superficie de 1 880 258 ha reconnu réserve de biosphère par l'UNESCO en juillet 2012,.

#### Zones naturelles d'intérêt écologique, faunistique et floristique
L’inventaire des zones naturelles d'intérêt écologique, faunistique et floristique (ZNIEFF) a pour objectif de réaliser une couverture des zones les plus intéressantes sur le plan écologique, essentiellement dans la perspective d’améliorer la connaissance du patrimoine naturel national et de fournir aux différents décideurs un outil d’aide à la prise en compte de l’environnement dans l’aménagement du territoire.
Deux ZNIEFF de type 1 sont recensées sur la commune :
les « prairies humides et rivière de la Bave » (141 ha), couvrant 11 communes du département et 
la « vallée du Cayla, bois du Grand Communal et de la Luzette » (902 ha), couvrant 7 communes dont une dans le Cantal et six dans le Lot
et une ZNIEFF de type 2, : 
le « bassin de la Bave » (8 075 ha), couvrant 22 communes dont une dans le Cantal et 21 dans le Lot.

Carte des ZNIEFF de type 1 et 2 à Latouille-Lentillac.
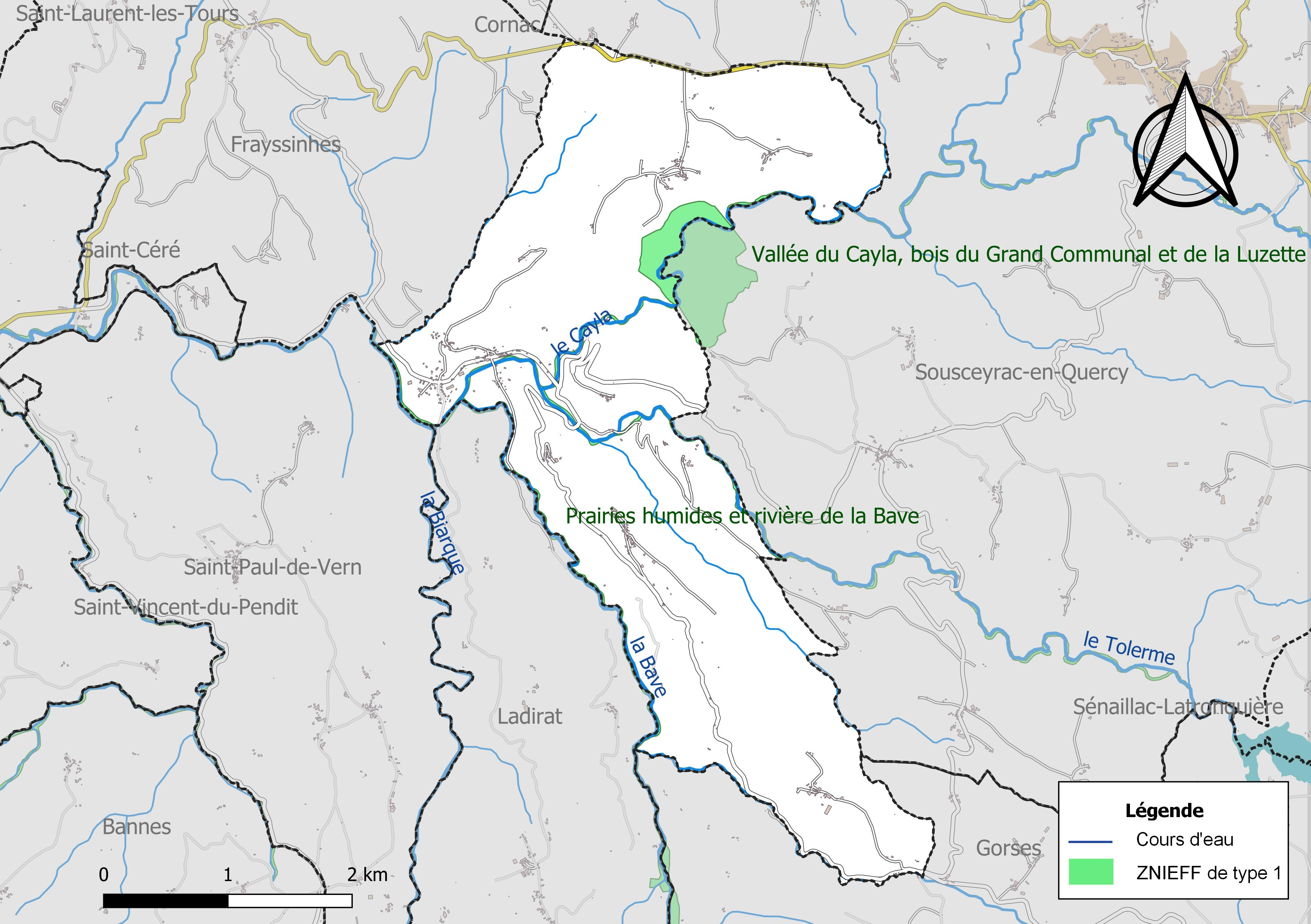
Carte des ZNIEFF de type 1 sur la commune.
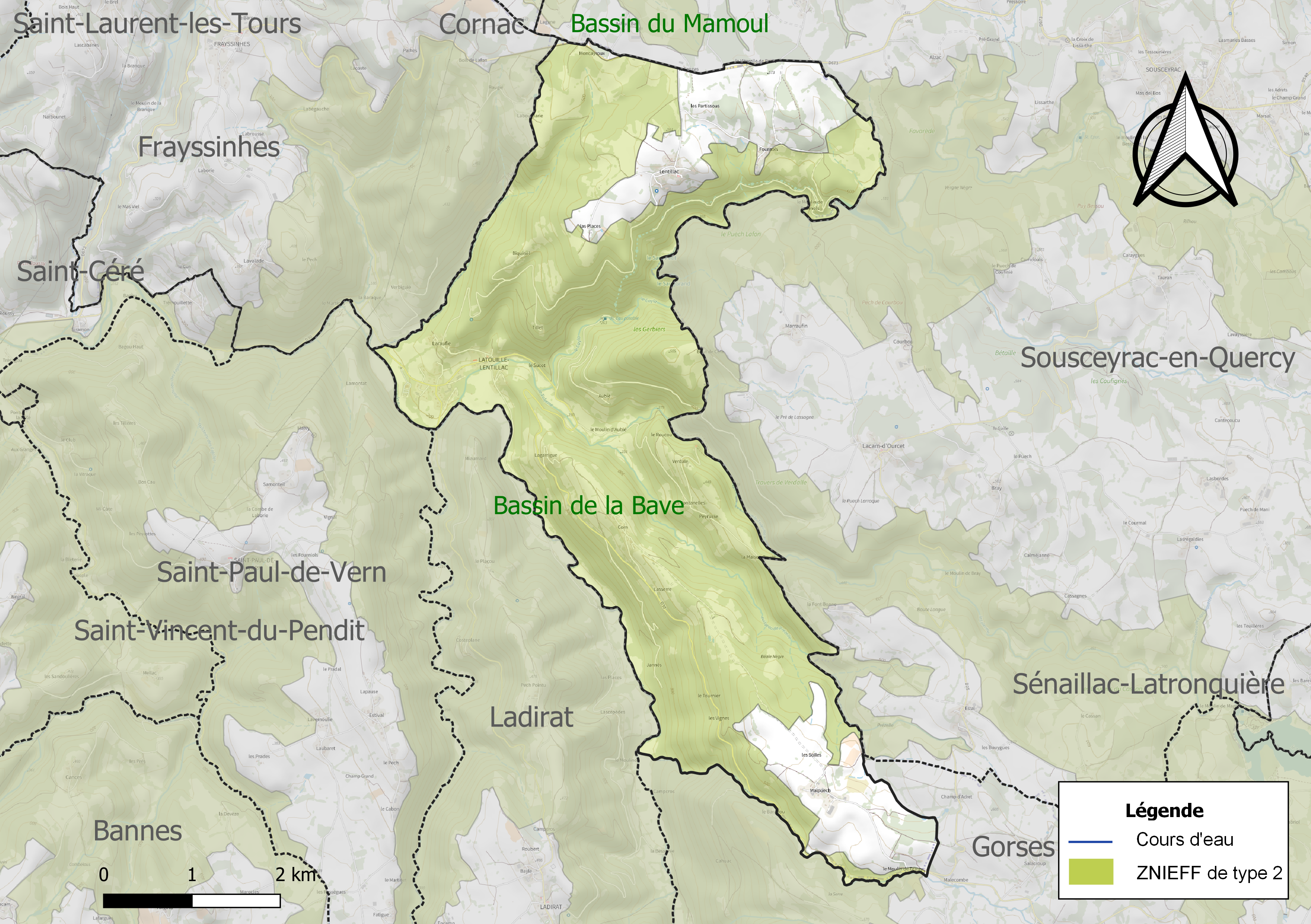
Carte de la ZNIEFF de type 2 sur la commune.

## Urbanisme

### Typologie
Au 1er janvier 2024, Latouille-Lentillac est catégorisée commune rurale à habitat très dispersé, selon la nouvelle grille communale de densité à sept niveaux définie par l'Insee en 2022.
Elle est située hors unité urbaine. Par ailleurs la commune fait partie de l'aire d'attraction de Biars-sur-Cère - Saint-Céré, dont elle est une commune de la couronne,. Cette aire, qui regroupe 49 communes, est catégorisée dans les aires de moins de 50 000 habitants,.

### Occupation des sols
L'occupation des sols de la commune, telle qu'elle ressort de la base de données européenne d’occupation biophysique des sols Corine Land Cover (CLC), est marquée par l'importance des forêts et milieux semi-naturels (59,7 % en 2018), une proportion sensiblement équivalente à celle de 1990 (60,5 %). La répartition détaillée en 2018 est la suivante : 
forêts (59,7 %), prairies (39,1 %), zones agricoles hétérogènes (1,2 %). L'évolution de l’occupation des sols de la commune et de ses infrastructures peut être observée sur les différentes représentations cartographiques du territoire : la carte de Cassini (XVIIIe siècle), la carte d'état-major (1820-1866) et les cartes ou photos aériennes de l'IGN pour la période actuelle (1950 à aujourd'hui).

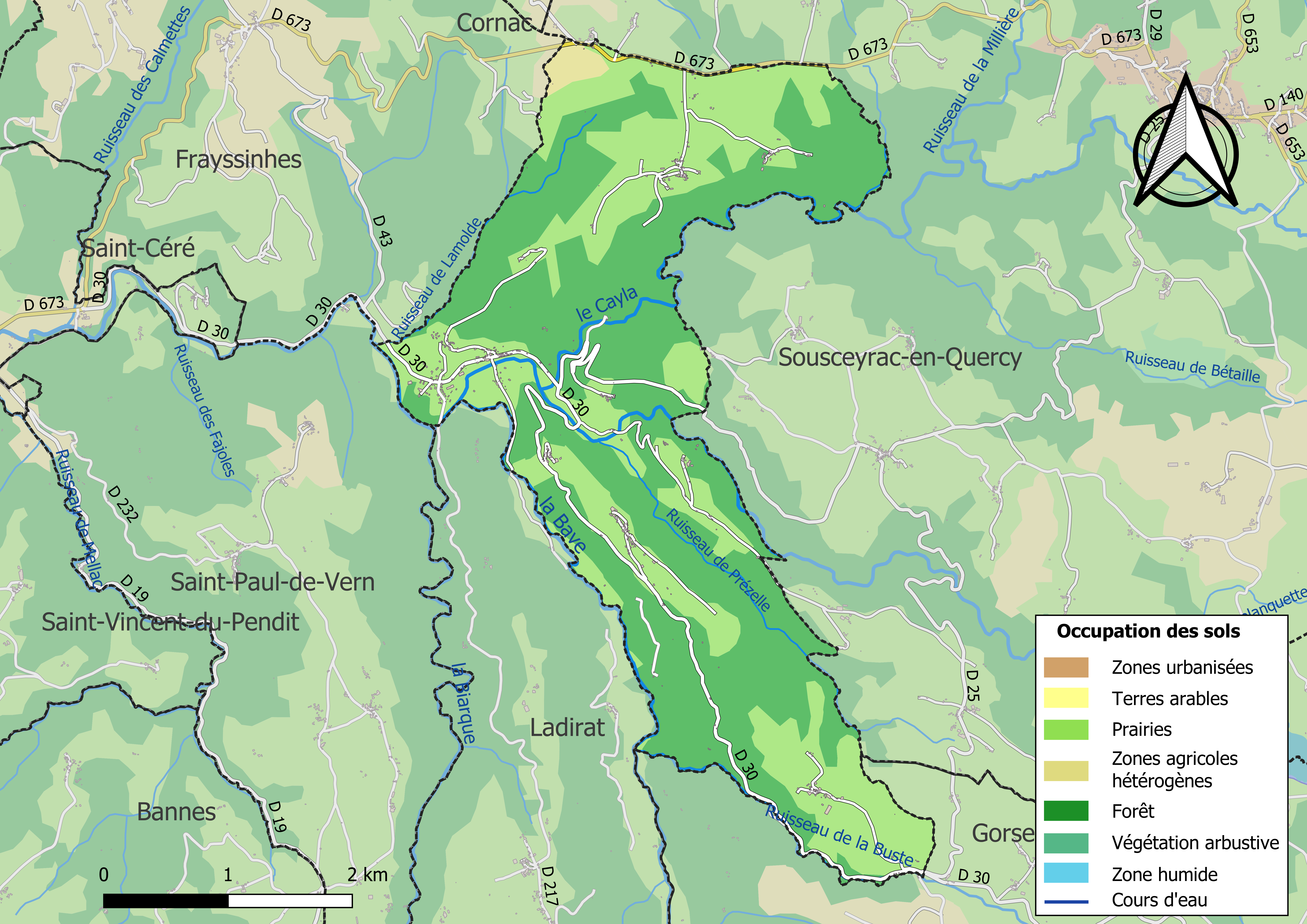
Carte des infrastructures et de l'occupation des sols de la commune en 2018 (CLC).

### Risques majeurs
Le territoire de la commune de Latouille-Lentillac est vulnérable à différents aléas naturels : météorologiques (tempête, orage, neige, grand froid, canicule ou sécheresse), inondations, feux de forêts, mouvements de terrains et séisme (sismicité très faible). Il est également exposé à un risque particulier : le risque de radon. Un site publié par le BRGM permet d'évaluer simplement et rapidement les risques d'un bien localisé soit par son adresse soit par le numéro de sa parcelle.

#### Risques naturels
Certaines parties du territoire communal sont susceptibles d’être affectées par le risque d’inondation par débordement de cours d'eau, notamment la Bave, le Tolerme et le Cayla. La cartographie des zones inondables en ex-Midi-Pyrénées réalisée dans le cadre du XIe Contrat de plan État-région, visant à informer les citoyens et les décideurs sur le risque d’inondation, est accessible sur le site de la DREAL Occitanie. La commune a été reconnue en état de catastrophe naturelle au titre des dommages causés par les inondations et coulées de boue survenues en 1982 et 1999,.
Latouille-Lentillac est exposée au risque de feu de forêt. Un plan départemental de protection des forêts contre les incendies a été approuvé par arrêté préfectoral le 30 novembre 2015 pour la période 2015-2025. Les propriétaires doivent ainsi couper les broussailles, les arbustes et les branches basses sur une profondeur de 50 mètres, aux abords des constructions, chantiers, travaux et installations de toute nature, situées à moins de 200 mètres de terrains en nature
de bois, forêts, plantations, reboisements, landes ou friches. Le brûlage des déchets issus de l’entretien des parcs et jardins des ménages et des collectivités est interdit. L’écobuage est également interdit, ainsi que les feux de type méchouis et barbecues, à l’exception de ceux prévus dans des installations fixes (non situées sous couvert d'arbres) constituant une dépendance d'habitation.

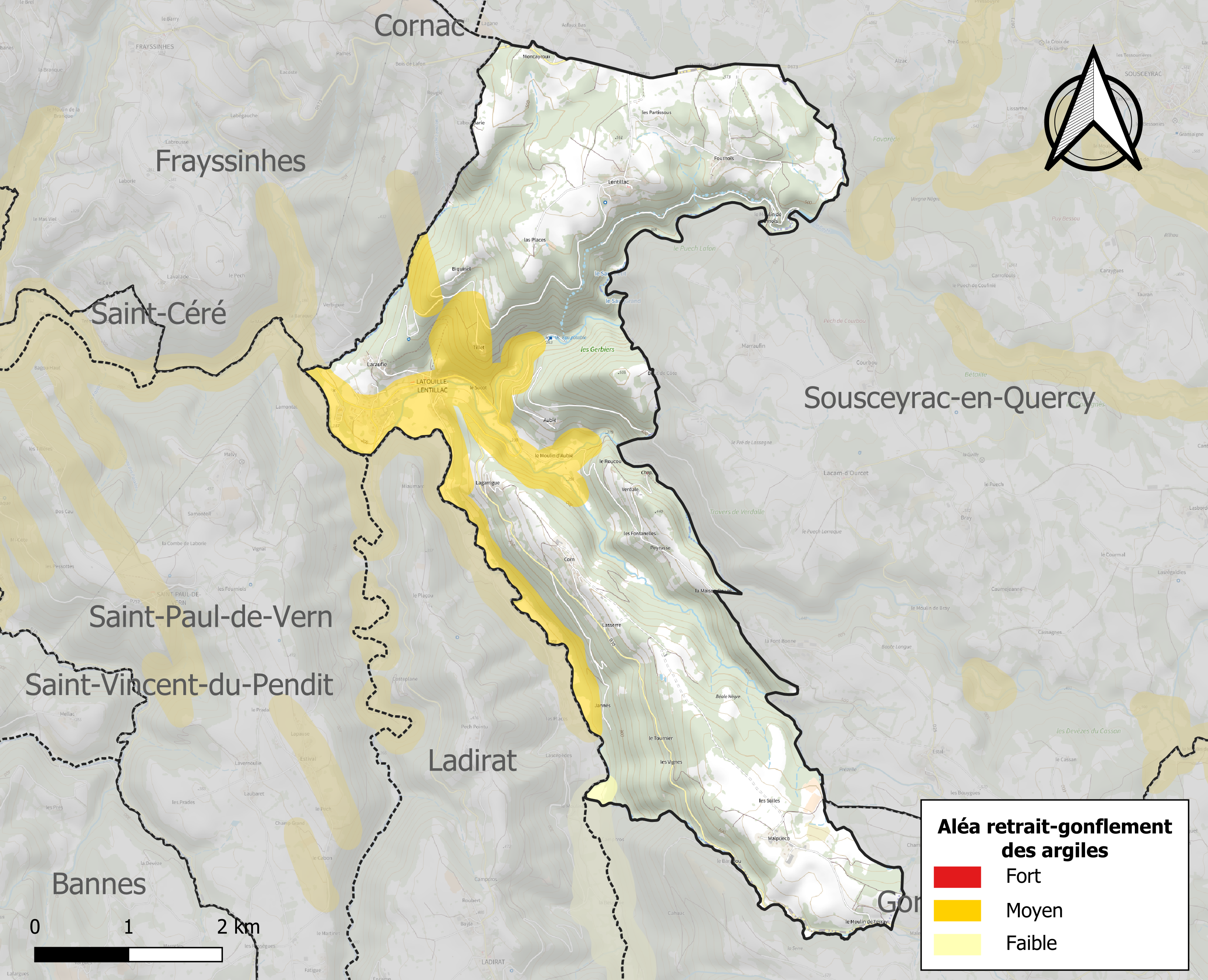
Carte des zones d'aléa retrait-gonflement des sols argileux de Latouille-Lentillac.

Les mouvements de terrains susceptibles de se produire sur la commune sont des éboulements, chutes de pierres et de blocs et des glissements de terrain.
Le retrait-gonflement des sols argileux est susceptible d'engendrer des dommages importants aux bâtiments en cas d’alternance de périodes de sécheresse et de pluie. 15,1 % de la superficie communale est en aléa moyen ou fort (67,7 % au niveau départemental et 48,5 % au niveau national). Sur les 187 bâtiments dénombrés sur la commune en 2019, 63 sont en aléa moyen ou fort, soit 34 %, à comparer aux 72 % au niveau départemental et 54 % au niveau national. Une cartographie de l'exposition du territoire national au retrait gonflement des sols argileux est disponible sur le site du BRGM,.
Par ailleurs, afin de mieux appréhender le risque d’affaissement de terrain, l'inventaire national des cavités souterraines permet de localiser celles situées sur la commune.
Concernant les mouvements de terrains, la commune a été reconnue en état de catastrophe naturelle au titre des dommages causés par des mouvements de terrain en 1999.

#### Risque particulier
Dans plusieurs parties du territoire national, le radon, accumulé dans certains logements ou autres locaux, peut constituer une source significative d’exposition de la population aux rayonnements ionisants. Certaines communes du département sont concernées par le risque radon à un niveau plus ou moins élevé. Selon la classification de 2018, la commune de Latouille-Lentillac est classée en zone 3, à savoir zone à potentiel radon significatif.

## Toponymie
Le toponyme Lentillac est basé sur l'anthroponyme latin ou roman Lentilius ou Lentinius. La terminaison -ac est issue du suffixe gaulois -acon (lui-même du celtique commun *-āko-), souvent latinisé en -acum dans les textes.
Le toponyme en -ac laisse supposer que le plateau aurait pu être occupé à l'époque gallo-romaine, soit entre le IIe siècle et le Ve siècle.
Latouille a été ajouté en 1893 pour différencier cette commune de plusieurs autres Lentilhac du Lot. Latouille est basé sur la forme locale la tolha dérivée de la toja qui désigne l'ajonc épineux.

## Histoire
Lentillac figure sur le cartulaire de l'abbaye de Beaulieu en tant qu'église fondée en 972. Selon l'annuaire départemental du Lot de 1888, la commune de Lentillac regroupait 15 villages et comptait 1 225 habitants. Elle s'étendait sur 2 465 hectares. En 1881 elle possédait deux auberges, trois cabarets, quatre moulins à farine et un quarteron d'artisans. En 1893 naît la commune de Latouille-Lentillac.

## Politique et administration
| Période                                  | Période | Identité                  | Étiquette | Qualité |
| ---------------------------------------- | ------- | ------------------------- | --------- | ------- |
| 1798                                     | 1800    | Pierre Lherm              |           |         |
| 1800                                     | 1828    | Jean Baptiste Mage        |           |         |
| 1828                                     | 1848    | Jean Pierre Mazet         |           |         |
| 1849                                     | 1888    | Jean Lherm                |           |         |
| 1888                                     |         | Frédéric Poujade          |           |         |
| 1889                                     |         | Auguste Salacroup         |           |         |
| 1896                                     |         | Armand Bastit             |           |         |
| 1925                                     |         | Léon Gracety              |           |         |
| 1932                                     |         | Alain Cayrol              |           |         |
| 1971                                     |         | Jean-pierre Messerschmitt |           |         |
| 1977                                     |         | Auguste Daval             |           |         |
| 1989                                     |         | Gilles Cayrol             |           |         |
| 2008                                     | 2014    | Jean-pierre Landes        |           |         |
| 2014                                     | 2020    | Claude Daval              |           |         |
| Les données manquantes sont à compléter. |         |                           |           |         |

## Démographie
L'évolution du nombre d'habitants est connue à travers les recensements de la population effectués dans la commune depuis 1793. Pour les communes de moins de 10 000 habitants, une enquête de recensement portant sur toute la population est réalisée tous les cinq ans, les populations de référence des années intermédiaires étant quant à elles estimées par interpolation ou extrapolation. Pour la commune, le premier recensement exhaustif entrant dans le cadre du nouveau dispositif a été réalisé en 2006.

En 2022, la commune comptait 246 habitants, en évolution de +6,96 % par rapport à 2016 (Lot : +1,31 %, France hors Mayotte : +2,11 %).
| 1793 | 1800 | 1806 | 1821 | 1831  | 1836 | 1841 | 1846  | 1851  |
| ---- | ---- | ---- | ---- | ----- | ---- | ---- | ----- | ----- |
| 964  | 752  | 771  | 835  | 1 098 | 749  | 968  | 1 076 | 1 181 |

| 1856  | 1861  | 1866  | 1872  | 1876  | 1881  | 1886  | 1891 | 1896 |
| ----- | ----- | ----- | ----- | ----- | ----- | ----- | ---- | ---- |
| 1 352 | 1 333 | 1 317 | 1 237 | 1 210 | 1 145 | 1 225 | 635  | 607  |

| 1901 | 1906 | 1911 | 1921 | 1926 | 1931 | 1936 | 1946 | 1954 |
| ---- | ---- | ---- | ---- | ---- | ---- | ---- | ---- | ---- |
| 573  | 574  | 516  | 506  | 466  | 410  | 400  | 317  | 258  |

| 1962 | 1968 | 1975 | 1982 | 1990 | 1999 | 2006 | 2011 | 2016 |
| ---- | ---- | ---- | ---- | ---- | ---- | ---- | ---- | ---- |
| 244  | 220  | 190  | 205  | 205  | 215  | 232  | 236  | 230  |

| 2021 | 2022 | - | - | - | - | - | - | - |
| ---- | ---- | - | - | - | - | - | - | - |
| 237  | 246  | - | - | - | - | - | - | - |

## Économie

### Revenus
En 2018, la commune compte 109 ménages fiscaux, regroupant 228 personnes. La médiane du revenu disponible par unité de consommation est de 18 330 € (20 740 € dans le département).

### Emploi
|                | 2008  | 2013  | 2018   |
| -------------- | ----- | ----- | ------ |
| Commune        | 9,7 % | 9,5 % | 12,7 % |
| Département    | 7,3 % | 8,9 % | 9,6 %  |
| France entière | 8,3 % | 10 %  | 10 %   |

En 2018, la population âgée de 15 à 64 ans s'élève à 153 personnes, parmi lesquelles on compte 69 % d'actifs (56,3 % ayant un emploi et 12,7 % de chômeurs) et 31 % d'inactifs,. Depuis 2008, le taux de chômage communal (au sens du recensement) des 15-64 ans est supérieur à celui de la France et du département.
La commune fait partie de la couronne de l'aire d'attraction de Biars-sur-Cère - Saint-Céré, du fait qu'au moins 15 % des actifs travaillent dans le pôle,. Elle compte 35 emplois en 2018, contre 51 en 2013 et 53 en 2008. Le nombre d'actifs ayant un emploi résidant dans la commune est de 86, soit un indicateur de concentration d'emploi de 41 % et un taux d'activité parmi les 15 ans ou plus de 55,6 %.
Sur ces 86 actifs de 15 ans ou plus ayant un emploi, 22 travaillent dans la commune, soit 26 % des habitants. Pour se rendre au travail, 79,8 % des habitants utilisent un véhicule personnel ou de fonction à quatre roues, 6,7 % s'y rendent en deux-roues, à vélo ou à pied et 13,5 % n'ont pas besoin de transport (travail au domicile).

### Activités hors agriculture
15 établissements sont implantés  à Latouille-Lentillac au 31 décembre 2019.
Le secteur du commerce de gros et de détail, des transports, de l'hébergement et de la restauration est prépondérant sur la commune puisqu'il représente 26,7 % du nombre total d'établissements de la commune (4 sur les 15 entreprises implantées  à Latouille-Lentillac), contre 29,9 % au niveau départemental.

### Agriculture
La commune est dans le Ségala lotois, une petite région agricole occupant la frange est du département du Lot. En 2020, l'orientation technico-économique de l'agriculture  sur la commune est l'élevage bovin, orientation mixte lait et viande.
|               | 1988 | 2000 | 2010 | 2020 |
| ------------- | ---- | ---- | ---- | ---- |
| Exploitations | 24   | 16   | 11   | 12   |
| SAU (ha)      | 374  | 347  | 329  | 440  |

Le nombre d'exploitations agricoles en activité et ayant leur siège dans la commune est passé de 24 lors du recensement agricole de 1988  à 16 en 2000 puis à 11 en 2010 et enfin à 12 en 2020, soit une baisse de 50 % en 32 ans. Le même mouvement est observé à l'échelle du département qui a perdu pendant cette période 60 % de ses exploitations,. La surface agricole utilisée sur la commune est restée relativement stable, passant de 374 ha en 1988 à 440 ha en 2020. Parallèlement la surface agricole utilisée moyenne par exploitation a augmenté, passant de 16 à 37 ha.

## Culture locale et patrimoine

### Lieux et monuments
- Chapelle Notre-Dame de Verdale de Rocher de Verdale, mentionnée dès le XIIIe siècle dans un acte de donation en faveur des hospitaliers de Latronquière[38] ;
- Église Notre-Dame-de-l'Annonciation de Lentillac du XIIe siècle, modifiée aux XVIIe et XVIIIe siècles alors que celle de Latouille a été fondée tardivement en 1856. Classée Monument historique par arrêté du 14 février 1938[39], Plusieurs objets sont référencer dans la base Palissy[39].
- Église de l'Immaculée-Conception ou Notre-Dame-des-Eaux de Latouille.
- Chemin Art Nature : ce chemin associe, depuis 1999, un parcours botanique et une succession d'œuvres d'art. Il fait partie d'un ensemble de sept circuits, de 3,2 à 27 km, créés par l'association APPEL (Association pour la protection du patrimoine et de l’entente locale)[40].

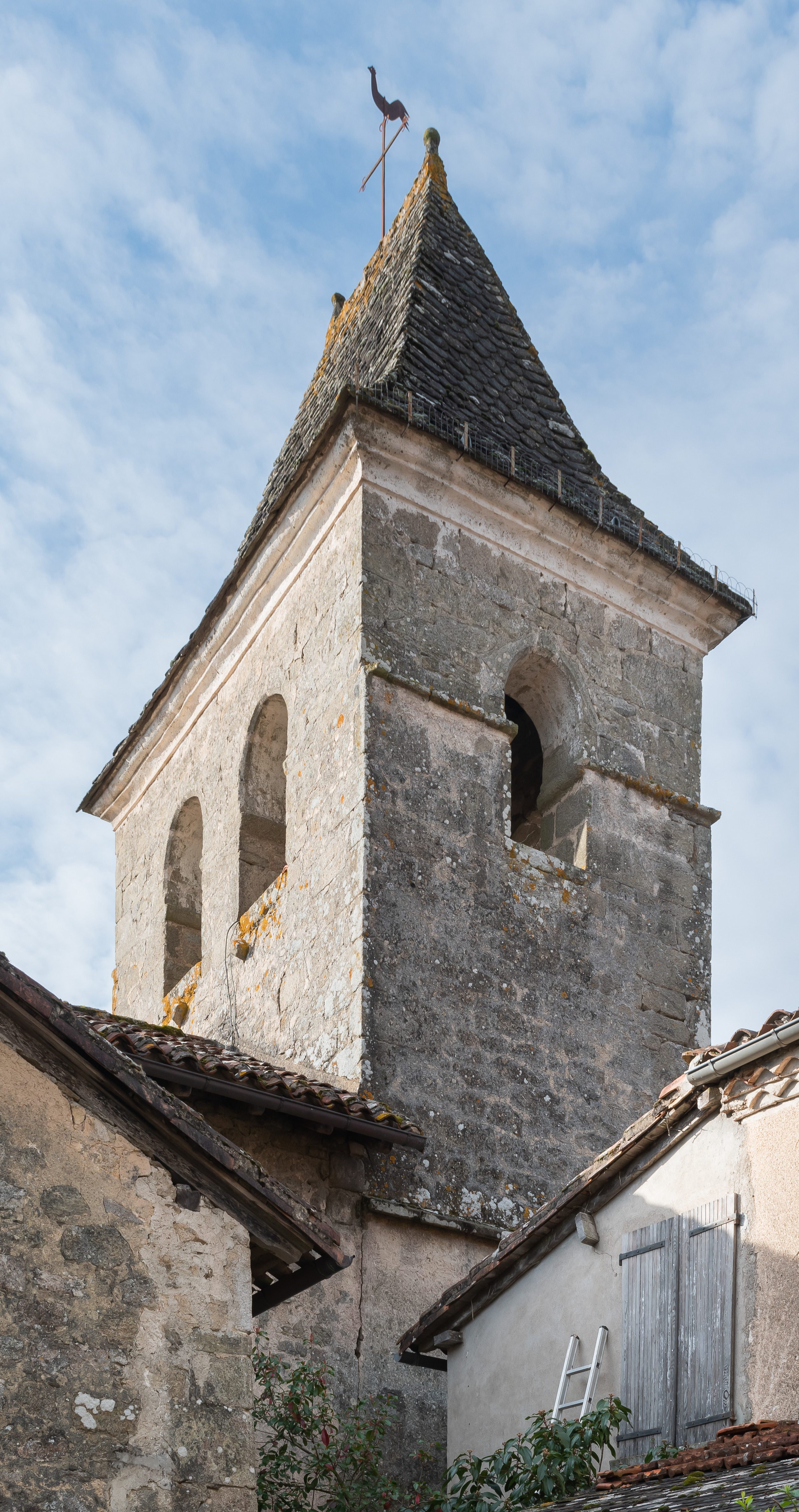
L'Église  Notre-Dame-de-l'annonciation de Lentillac
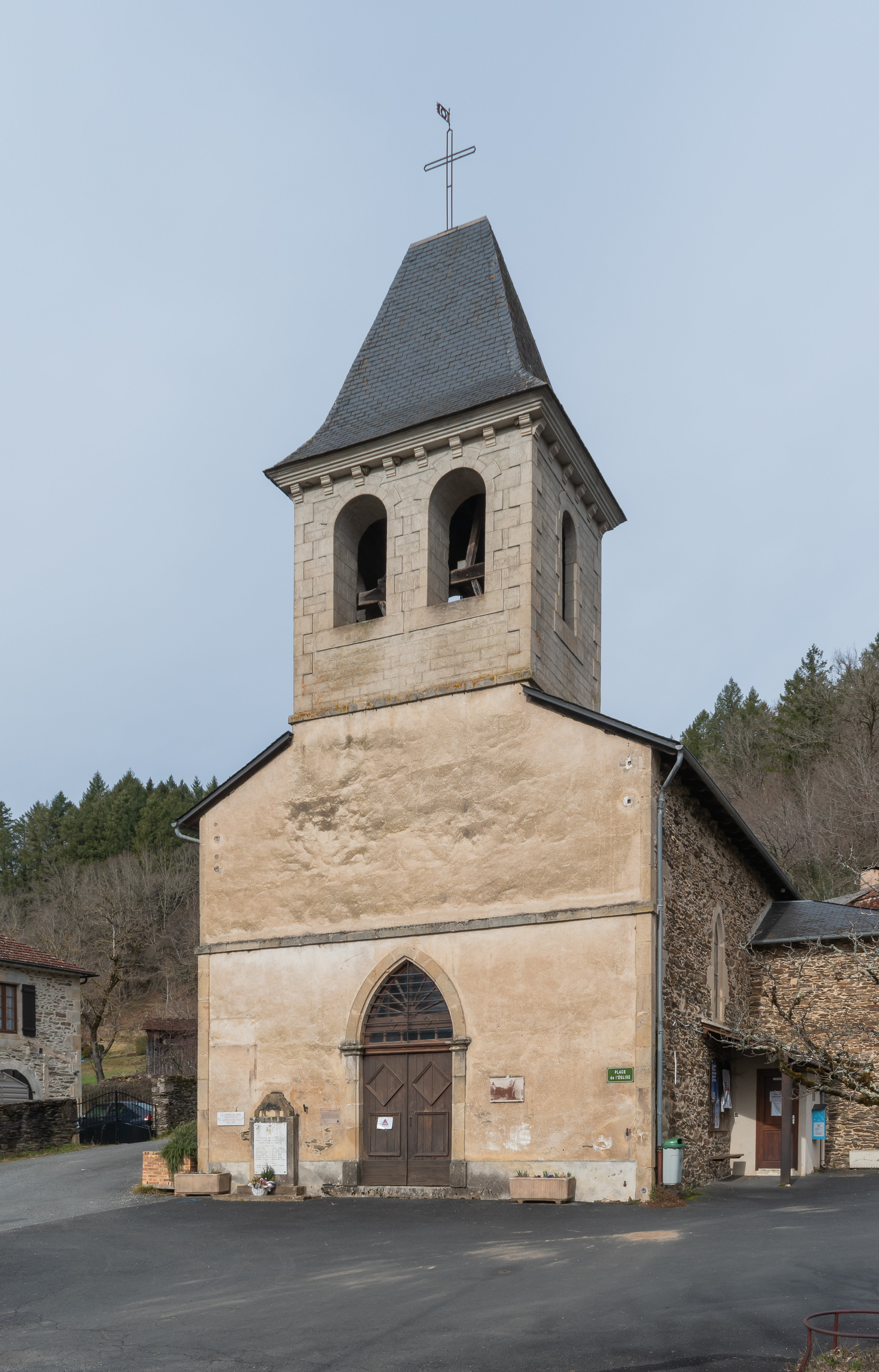
L'Église Notre-Dame-des-eaux de Latouille.

- Au hameau de Fournol se trouvait autrefois un château ou donjon, totalement disparu à ce jour.

### Personnalités liées à la commune
- Louis de Verdal, sculpteur, y a vécu avant de rejoindre Saint-Céré.

## Vie pratique

### Écoles
L'école communale fait partie d'un RPI (regroupement pédagogique intercommunal) et assure les niveaux grande section, cours préparatoire, CE1. Les niveaux CE2, CM1 et CM2 sont assurés par la commune voisine : Frayssinhes membre du même RPI.
Les collégiens et lycéens peuvent se rendre à Saint-Céré. Le transport scolaire est assuré chaque matin et chaque soir à la charge du conseil départemental du Lot.
Le lycée Jean-Lurçat de Saint-Céré assure le niveau IV - bac de la seconde générale et technologique à la terminale L, ES, S.

#### Site de l'Insee
1. ↑  « La grille communale de densité », sur le site de l'Insee, 28 mai 2024 (consulté le 28 juin 2024).
2. 1 2  Insee, « Métadonnées de la commune de Latouille-Lentillac ».
3. ↑  « Liste des communes composant l'aire d'attraction de Biars-sur-Cère - Saint-Céré », sur le site de l'Insee (consulté le 28 juin 2024).
4. ↑  Marie-Pierre de Bellefon, Pascal Eusebio, Jocelyn Forest, Olivier Pégaz-Blanc et Raymond Warnod (Insee), « En France, neuf personnes sur dix vivent dans l’aire d’attraction d’une ville », sur le site de l'Insee, 21 octobre 2020 (consulté le 28 juin 2024).
5. ↑  « REV T1 - Ménages fiscaux de l'année 2018 à Latouille-Lentillac » (consulté le 5 février 2022).
6. ↑  « REV T1 - Ménages fiscaux de l'année 2018 dans le Lot » (consulté le 5 février 2022).
7. 1 2  « Emp T1 - Population de 15 à 64 ans par type d'activité en 2018 à Latouille-Lentillac » (consulté le 5 février 2022).
8. ↑  « Emp T1 - Population de 15 à 64 ans par type d'activité en 2018 dans le Lot » (consulté le 5 février 2022).
9. ↑  « Emp T1 - Population de 15 à 64 ans par type d'activité en 2018 dans la France entière » (consulté le 5 février 2022).
10. ↑  « Base des aires d'attraction des villes 2020 », sur site de l'Insee (consulté le 10 avril 2021).
11. ↑  « Emp T5 - Emploi et activité en 2018 à Latouille-Lentillac » (consulté le 5 février 2022).
12. ↑  « ACT T4 - Lieu de travail des actifs de 15 ans ou plus ayant un emploi qui résident dans la commune en 2018 » (consulté le 5 février 2022).
13. ↑  « ACT G2 - Part des moyens de transport utilisés pour se rendre au travail en 2018 » (consulté le 5 février 2022).
14. ↑  « DEN T5 - Nombre d'établissements par secteur d'activité au 31 décembre 2019 à Latouille-Lentillac » (consulté le 14 février 2022).
15. ↑  « DEN T5 - Nombre d'établissements par secteur d'activité au 31 décembre 2019 dans le Lot » (consulté le 14 février 2022).

#### Autres sources
1. ↑  Carte IGN sous Géoportail
2. 1 2  Daniel Joly, Thierry Brossard, Hervé Cardot, Jean Cavailhes, Mohamed Hilal et Pierre Wavresky, « Les types de climats en France, une construction spatiale », Cybergéo, revue européenne de géographie - European Journal of Geography, no 501,‎ 18 juin 2010 (DOI 10.4000/cybergeo.23155, lire en ligne, consulté le 14 novembre 2023)
3. ↑  « Zonages climatiques en France métropolitaine. », sur pluiesextremes.meteo.fr (consulté le 14 novembre 2023).
4. ↑  « Orthodromie entre Latouille-Lentillac et Sousceyrac-en-Quercy », sur fr.distance.to (consulté le 14 novembre 2023).
5. ↑  « Station Météo-France « Comiac » (commune de Sousceyrac-en-Quercy) - fiche climatologique - période 1991-2020 », sur donneespubliques.meteofrance.fr (consulté le 14 novembre 2023).
6. ↑  « Station Météo-France « Comiac » (commune de Sousceyrac-en-Quercy) - fiche de métadonnées. », sur donneespubliques.meteofrance.fr (consulté le 14 novembre 2023).
7. ↑  « Climadiag Commune : diagnostiquez les enjeux climatiques de votre collectivité. », sur meteofrance.fr, novembre 2022 (consulté le 14 novembre 2023).
8. ↑  « Les espaces protégés. », sur le site de l'INPN (consulté le 10 mai 2022).
9. ↑  « Liste des espaces protégés sur la commune », sur le site de l'inventaire national du patrimoine naturel (consulté le 2 septembre 2021).
10. ↑  « Réserve de biosphère du bassin de la Dordogne », sur mab-france.org (consulté le 2 septembre 2021).
11. ↑  « Bassin de la Dordogne - zone de transition - fiche descriptive », sur le site de l'inventaire national du patrimoine naturel (consulté le 1er septembre 2021).
12. 1 2  « Liste des ZNIEFF de la commune de Latouille-Lentillac », sur le site de l'Inventaire national du patrimoine naturel (consulté le 2 septembre 2021).
13. ↑  « ZNIEFF les « prairies humides et rivière de la Bave » - fiche descriptive », sur le site de l'inventaire national du patrimoine naturel (consulté le 2 septembre 2021).
14. ↑  « ZNIEFF la « vallée du Cayla, bois du Grand Communal et de la Luzette » - fiche descriptive », sur le site de l'inventaire national du patrimoine naturel (consulté le 2 septembre 2021).
15. ↑  « ZNIEFF le « bassin de la Bave » - fiche descriptive », sur le site de l'inventaire national du patrimoine naturel (consulté le 2 septembre 2021).
16. ↑  « CORINE Land Cover (CLC) - Répartition des superficies en 15 postes d'occupation des sols (métropole). », sur le site des données et études statistiques du ministère de la Transition écologique. (consulté le 14 avril 2021).
17. 1 2 3  « Les risques près de chez moi - commune de Latouille-Lentillac », sur Géorisques (consulté le 17 octobre 2022).
18. ↑  BRGM, « Évaluez simplement et rapidement les risques de votre bien », sur Géorisques (consulté le 13 septembre 2022).
19. ↑  DREAL Occitanie, « CIZI », sur occitanie.developpement-durable.gouv.fr (consulté le 13 septembre 2022).
20. ↑  « Dossier départemental des risques majeurs dans le Lot », sur lot.gouv.fr (consulté le 13 septembre 2022), partie 1 -  chapitre Risque inondation.
21. ↑  « Dossier départemental des risques majeurs dans le Lot », sur lot.gouv.fr (consulté le 13 septembre 2022).
22. ↑  « Dossier départemental des risques majeurs dans le Lot », sur lot.gouv.fr (consulté le 13 septembre 2022), chapitre Mouvements de terrain.
23. ↑  « Retrait-gonflement des argiles », sur le site de l'observatoire national des risques naturels (consulté le 13 septembre 2022).
24. ↑  « Liste des cavités souterraines localisées sur la commune de Latouille-Lentillac », sur georisques.gouv.fr (consulté le 13 septembre 2022).
25. ↑  « Cartographie du risque radon en France. », sur le site de l’IRSN, janvier 2021 (consulté le 13 septembre 2022).
26. ↑  Gaston Bazalgues, « Les noms des communes du Parc », Les Cahiers scientifiques du parc naturel régional des Causses du Quercy, vol. 1,‎ 2014, p. 115 (lire en ligne)
27. ↑  « no 26821 - Décret du Président de la République française [...] La commune de Lentillac portera désormais le nom de Latouille-Lentillac : 21 avril 1893 », Bulletin des lois de la République française, Paris, Imprimerie nationale, xii, vol. 47, no 1569,‎ 1893, p. 212 (lire en ligne)
28. ↑  Gaston Bazalgues et Jacqueline Marty-Bazalgues, À la découverte des noms de lieux du Quercy et des communes du Lot : Toponymie lotoise, Aubenas, Gourdon : Éditions de la Bouriane et du Quercy, juin 2002, 133 p. (ISBN 9782910540166, OCLC 219575343, BNF 40220401), p. 52, 79.
29. ↑  « Les maires de Latouille-Lentillac », sur Site francegenweb, 19 février 2011 (consulté le 22 octobre 2017).
30. ↑  L'organisation du recensement, sur insee.fr.
31. ↑  Calendrier départemental des recensements, sur insee.fr.
32. ↑  Des villages de Cassini aux communes d'aujourd'hui sur le site de l'École des hautes études en sciences sociales.
33. ↑  Fiches Insee - Populations de référence de la commune pour les années 2006, 2007, 2008, 2009, 2010, 2011, 2012, 2013, 2014, 2015, 2016, 2017, 2018, 2019, 2020, 2021 et 2022.
34. ↑  « Les régions agricoles (RA), petites régions agricoles(PRA) - Année de référence : 2017 », sur agreste.agriculture.gouv.fr (consulté le 14 février 2022).
35. ↑  Présentation des premiers résultats du recensement agricole 2020, Ministère de l’agriculture et de l’alimentation, 10 décembre 2021
36. 1 2  « Fiche de recensement agricole - Exploitations ayant leur siège dans la commune de Latouille-Lentillac - Données générales », sur recensement-agricole.agriculture.gouv.fr (consulté le 14 février 2022).
37. ↑  « Fiche de recensement agricole - Exploitations ayant leur siège dans le département du Lot » (consulté le 14 février 2022).
38. ↑  « Chapelle Notre Dame de Verdale », sur petit-patrimoine.com (consulté le 30 juin 2010).
39. 1 2  Classement église
40. ↑  « Association APPEL - le blog » (consulté le 30 juin 2010).